# Арбачаков, Юрий Яковлевич
Юрий Яковлевич Арбачаков (род. 22 октября 1966, Усть-Кезес, Кемеровская область, РСФСР, СССР) — советский боксёр. Чемпион СССР (1989). Чемпион Европы (1989). Чемпион мира среди любителей (1989).  Чемпион мира среди профессионалов (WBC; 1992—1997). Заслуженный мастер спорта СССР (1989). Выдающийся боксёр СССР (1989).

## Биография
Юрий Арбачаков родился 22 октября 1966 года в посёлке Усть-Кезес (на территории современного Таштагольского района) Кемеровской области в семье шорцев. Начал заниматься боксом в возрасте 13 лет под руководством Юрия Семёновича Айларова (за подготовку Юрия Арбачакова Айларову присвоено звание «Заслуженный тренер РСФСР»). Позже в период 1986—1989 годов был подопечным Владимира Петровича Курегешева. Тренировался у Николая Васильевича Кутловского.
В 1989 году выиграл чемпионат СССР, был включён в состав сборной СССР и стал чемпионом Европы и чемпионом мира. Всего на любительском уровне провёл 186 боёв, в 165 из них победил.
В 1990 году Юрий Арбачаков заключил контракт с японским клубом «Киоэй-боксинг» и перешёл в профессионалы. В июне 1992 года в бою с тайцем Муангчаем Киттикейземом завоевал титул чемпиона мира в наилегчайшем весе по версии Всемирного боксёрского совета (ВБС, WBC). Таким образом он вошёл в историю как первый российский боксёр, ставший чемпионом мира среди профессионалов по версии этой организации. В 1997 году после девяти успешных защит уступил титул чемпиона тайцу Чатчаю Сасакулу.
После завершения спортивной карьеры вернулся в Россию. В 2011 году избран президентом Профессиональной боксёрской ассоциации России.  С 1993 года в Кемерове проводится Всероссийский боксёрский турнир на призы Юрия Арбачакова.
В 2013 году был  избран депутатом Кемеровского областного Совета народных депутатов по одномандатному округу №21, в состав которого входят Таштагольский район, город Калтан и 9 административных поселений Новокузнецкого района.
Зарегистрировался на предварительное голосование по отбору кандидатов ЕР на выборах 18 сентября 2016 года по Новокузнецкому округу.  Входит в резерв региональной группы Единой России под номером 15.

## Результаты боёв
В таблице перечислены результаты всех поединков боксёров.
В каждой строке указан результат поединка. Дополнительно номер поединка обозначен цветом, который обозначает итог поединка. Расшифровка обозначений и цветов представлена в нижеследующей таблице.
| Пример | Расшифровка                     |
| ------ | ------------------------------- |
|        | Победа                          |
|        | Ничья                           |
|        | Поражение                       |
|        | Планируемый поединок            |
|        | Поединок признан несостоявшимся |
| КО     | Нокаут                          |
| ТКО    | Технический нокаут              |
| PTS    | Решение судей (по очкам)        |
| UD     | Единогласное решение судей      |
| MD     | Решение большинства судей       |
| SD     | Раздельное решение судей        |
| RTD    | Отказ от продолжения боя        |
| DQ     | Дисквалификация                 |
| NC     | Поединок признан несостоявшимся |

| Бой | Дата             | Соперник             | Судьи                 | Место боя                                   | Раундов | Результат | Дополнительно                    |
| --- | ---------------- | -------------------- | --------------------- | ------------------------------------------- | ------- | --------- | -------------------------------- |
| 24  | 12 ноября 1997   | Чатчай Сасакул       | Карлос Падилья        | Тсукисаме Грин-Доме, Саппоро, Япония        | 12      | Поражение | По очкам                         |
| 23  | 26 августа 1996  | Такато Токуси        | Нобуяки Уратани       | Кокугикан, Токио, Япония                    | 12      | Победа    | ТКО9                             |
| 22  | 5 февраля 1996   | Рауль Хуарес         | Луис-Карлос Гусман    | Кастл-холл, Осака, Япония                   | 12      | Победа    | По очкам                         |
| 21  | 25 сентября 1995 | Чатчай Сасакул       | Ричард Стил           | Нихон-Будокан, Токио, Япония                | 12      | Победа    | По очкам                         |
| 20  | 30 января 1995   | Оскар Арсеньега      | Джеймс Дженкин        | Тсукисаме Грин-Доме, Саппоро, Япония        | 12      | Победа    | По очкам                         |
| 19  | 1 августа 1994   | Уго Рафаэль Сото     | Альфред Асаро         | Ариаке-Колизеум, Токио, Япония              | 12      | Победа    | КО8                              |
| 18  | 16 мая 1994      | Хироси Кобаяси       |                       | Коракуэн-холл, Токио, Япония                | 10      | Победа    | КО9                              |
| 17  | 13 декабря 1993  | Нам-Хун Ча           | Карлос Падилья        | Городской гимнастический зал, Киото, Япония | 12      | Победа    | По очкам                         |
| 16  | 16 июля 1993     | Исайас Самудио       | Хосе-Гваделупе Гарсия | Уорд-Мемориал холл, Кобе, Япония            | 12      | Победа    | По очкам                         |
| 15  | 20 марта 1993    | Муангчай Киттикейзем | Ричард Стил           | Лопбури, Таиланд                            | 12      | Победа    | ТКО9                             |
| 14  | 20 октября 1992  | Юн-Ун Чхин           | Карлос Падилья        | Коракуэн-холл, Токио, Япония                | 12      | Победа    | По очкам                         |
| 13  | 23 июня 1992     | Муангчай Киттикейзем | Хосе-Медина Соларес   | Кокугикан, Токио, Япония                    | 12      | Победа    | KO8, завоевал титул чемпиона WBC |
| 12  | 20 апреля 1992   | Суватчай Шалермсри   |                       | Токио, Япония                               |         | Победа    | КО3                              |
| 11  | 16 марта 1992    | Саманхаи Салермсри   |                       | Коракуэн-холл, Токио, Япония                | 10      | Победа    | Победа по очкам                  |
| 10  | 25 ноября 1991   | Сун Хосама           |                       | Коракуэн-холл, Токио, Япония                | 10      | Победа    | КО5                              |
| 9   | 30 сентября 1991 | Byung-Kap Kim        |                       | Коракуэн-холл, Токио, Япония                | 10      | Победа    | КО5                              |
| 8   | 15 июля 1991     | Такахиро Мидзуно     |                       | Токио, Япония                               | 10      | Победа    | КО1                              |
| 7   | 16 марта 1991    | Хён-Ки Ли            |                       | Токио, Япония                               |         | Победа    | КО4                              |
| 6   | 20 декабря 1990  | Роланд Бохол         |                       | Коракуэн-холл, Токио, Япония                |         | Победа    | КО2                              |
| 5   | 29 октября 1990  | Хусто Суньига        |                       | Коракуэн-холл, Токио, Япония                | 10      | Победа    | ТКО5                             |
| 4   | 23 июня 1990     | Чон-Ый Хён           |                       | Коракуэн-холл, Токио, Япония                | 10      | Победа    | ТКО7                             |
| 3   | 7 мая 1990       | Диего Онглао         |                       | Коракуэн-холл, Токио, Япония                |         | Победа    | КО1                              |
| 2   | 12 апреля 1990   | Джа-Хён Ким          |                       | Коракуэн-холл, Токио, Япония                |         | Победа    | КО5                              |
| 1   | 1 февраля 1990   | Аллан Танака         |                       | Кокугикан, Токио, Япония                    | 6       | Победа    | ТКО3                             |
| Бой | Дата             | Соперник             | Судьи                 | Место боя                                   | Раундов | Результат | Дополнительно                    |

## Награды
- За особый вклад в развитие Кузбасса 3 степени (2016)